# ۲٬۱-دی‌متیل‌هیدرآزین
۲،۱-دی‌متیل‌هیدرآزین (به انگلیسی: 1,2-Dimethylhydrazine) یک ترکیب شیمیایی با شناسه پاب‌کم ۱۳۲۲ است. شکل ظاهری این ترکیب، مایع شفاف بی‌رنگ است.